# Will Play for Food
Will Play for Food è una raccolta del chitarrista statunitense George Lynch, pubblicata nell'agosto del 2001 dalla Sacred Groove Records.
Non si tratta di materiale inedito ma di una raccolta di varie collaborazioni e partecipazioni ad album tributo, oltre ad alcuni brani del periodo Lynch Mob non inseriti nei precedenti album.

## Tracce
1. Mr. Crowley (da Randy Rhoads Tribute - 2000) - 5:06
2. He's a Woman, She's a Man (da Covered Like a Hurricane: A Tribute to the Scorpions - 2000) - 3:25
3. Rollin' and Tumblin (da L.A. Blues Authority - 1990) - 4:39
4. Billion Dollar Babies (da Humanary Stew: A Tribute to Alice Cooper - 1999) - 3:59
5. Anthem (da Working Man: A Tribute to Rush - 1996) - 4:16
6. Panama (da Little Guitars: A Tribute to Van Halen - 2000) - 3:27
7. Goin Down (da Rubáiyát: Elektra's 40th Anniversary - 1991) - 3:37
8. Tears of Sahara (da Maximum Security di Tony MacAlpine - 1987) - 3:48
9. Flying High Again (da Randy Rhoads Tribute - 2000) - 4:35
10. Paranoid (da Bat Head Soup: A Tribute to Ozzy - 2000) - 3:37
11. Satan's Shorts (traccia bonus ed. giapponese Sacred Groove - 1993) - 7:17
12. Train Kept a Rollin (da Guitar Battle - 1997) - 7:24
13. Your Darkest Hour (brano non inserito in Smoke This - 1999) - 5:32
14. People Get Ready (da Jeffology: A Tribute to Jeff Beck - 1996) - 3:13
15. Love in Your Eyes (traccia bonus ed. giapponese Lynch Mob - 1992) - 4:00
16. Love Finds a Way (traccia bonus ed. giapponese Lynch Mob - 1992) - 3:36

## Artisti partecipanti
- Traccia 1: Ozzy Osbourne, Joe Lynn Turner, Kane Roberts
- Traccia 2: John Corabi, John Morris, Chuck Garrie, Steve Riley
- Traccia 3: Billy Sheehan, Greg Bissonette, Little John Chrisley
- Traccia 4: Phil Lewis, Bob Kulick, Stu Hamm, Vinnie Colaiuta, Derek Sherinian
- Traccia 5: Mark Slaughter, Deen Castronovo, James Murphy, Stu Hamm
- Traccia 6: Jani Lane, Tony Franklin, Greg Bissonette
- Tracce 7, 13, 15 e 16: Lynch Mob
- Traccia 8: Tony MacAlpine
- Traccia 9: Mark Slaughter
- Traccia 10: Vince Neil, Stu Hamm, Greg Bissonette
- Traccia 12: Al Pitrelli, Michael Lee Firkins, Reb Beach, Steve Morse